# Индокитайская война
Индокитайская война (фр. Guerre d'Indochine) или Война в Индокитае — война Франции за сохранение своих колоний в Индокитае в 1946—1954 годах.
Основные события войны происходили на территории Вьетнама, где 2 сентября 1945 года, после победы на выборах в Национальное собрание, патриотическим движением «Вьетминь» была провозглашена Демократическая Республика Вьетнам. Также боевые действия велись на территории Камбоджи и Лаоса, однако здесь они не оказали значительного влияния на ход войны. 
В 1949 году, со своей стороны Франция, объявила о создании на всей территории Вьетнама Государства Вьетнам.
В самом Вьетнаме Первая Индокитайская война известна как «Война Сопротивления» — война вьетнамских националистов и коммунистов, объединённых под эгидой военно-политического движения «Вьетминь», против французской колониальной администрации в 1945—1954 гг.
Франция вела войну при поддержке со стороны местных союзников, а также США и Великобритании. 
Демократическая Республика Вьетнам вела войну при поддержке Китая и СССР.
Первая Индокитайская война закончилась разделением вьетнамской территории по 17-й параллели на два независимых государства: Демократическую Республику Вьетнам (столица — Ханой) на севере и Государство Вьетнам (столица — Сайгон) на юге.

## История войны

### Предпосылки
В мае 1940 года Индокитай был самой богатой французской колонией в Азии с населением 42 тыс. французов и 21 410 тыс. местного населения. Хотя промышленность здесь в это время была слаборазвита (помимо добычи угля имелись небольшие предприятия ткацкой, хлопчатобумажной и пищевой промышленности), здесь были богатые запасы месторождения полезных ископаемых (угля, железа и олова), по объёмам производства риса занимала третье место в мире (после Британской Индии и Японской империи), а также выращивался маис, маниок, сахарный тростник и хлопок. В условиях начавшейся Второй мировой войны колония имела стратегическое значение.
После капитуляции Франции 22 сентября 1940 года Французский Индокитай был оккупирован японскими войсками. В этот период вьетнамские коммунисты предприняли несколько попыток поднять восстание: в сентябре — октябре 1940 года — в уезде Бакшон (север Вьетнама), в ноябре — декабре 1940 года — на юге Вьетнама и в январе 1941 года — в уезде Долыонг (центральный Вьетнам), которые были подавлены французскими войсками. В результате, коммунистические организации в южном и центральном Вьетнаме понесли значительные потери.
В мае 1941 года была создана организация «Вьетминь». Первые опорные пункты Вьетминя были созданы активистами компартии Индокитая в провинции Каобанг и в уезде Бакшон провинции Лангшон. Именно здесь в конце 1941 года были сформированы первые ополченческие отряды спасения родины. Кроме того, до марта 1942 года в уезде Бакшон действовал крупный партизанский отряд.
Основным районом деятельности Вьетминя в 1941—1942 годы стал Вьетбак — горно-лесистая местность на севере Вьетнама, примыкавшая к границе с Китаем. Здесь были созданы первые опорные базы, велось обучение кадров.
В ноябре 1943 года, в связи с возросшей активностью Вьетминя, японцами была предпринята масштабная карательная операция в район дислокации основных сил Вьетминя. К концу 1943 года в столкновениях с японскими силами слабовооружённые партизанские отряды Вьетминя, на вооружении которых имелись лишь безнадёжно устаревшие кремнёвые ружья, холодное оружие и бамбуковые пики, понесли серьёзные потери.
В 1944 году Вьетминь контролировал провинции Лангшон, Каобанг, Баккан, Тхайнгуен, Туйенкуанг, Бакзянг и Виньйен на севере Вьетнама, где началось создание административных органов управления. 7 мая 1944 года руководство Вьетминя отдало приказ о подготовке к вооружённому восстанию.
В декабре 1944 года началось создание отрядов регулярной армии. 22 декабря 1944 года был создан первый отряд регулярных сил, которым командовал Во Нгуен Зяп. 24 и 25 декабря 1944 года отряд совершил первые боевые операции: были атакованы и захвачены два поста французских колониальных войск — в Нангане (вьет. Nà Ngần) и в Файкхате (вьет. Phai Khắt) в уезде Нгуенбинь в провинции Каобанг.

#### 1945

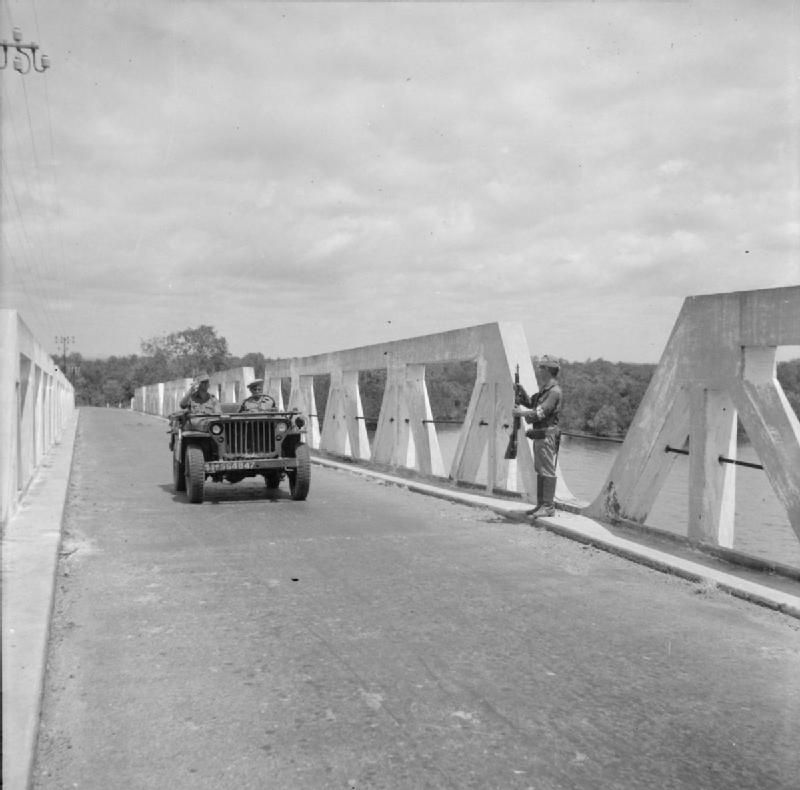
вооружённый винтовкой японский солдат, охраняющий мост в Индокитае (26 февраля 1946 года)

9 марта 1945 года командование японских войск в Индокитае предъявило ультиматум французским войскам с требованием сдать оружие, а на следующий день, 10 марта 1945 года, окружив места дислокации французских сил, начало их разоружение и интернирование. Из 37 тыс. французских колониальных войск (7 тыс. французов и 30 тыс. туземных военнослужащих), находившихся в это время в Индокитае, к границе с Китаем удалось прорваться 5 тысячам. Эти события изменили соотношение сил в регионе.
В апреле 1945 года активизируется подготовка военных отрядов Вьетминя (которые к этому времени уже достигли 1 тыс. бойцов), было создано главное военное командование и школы для подготовки командных кадров.
10 апреля 1945 года вьетнамскими силами был окружён и уничтожен японский гарнизон в провинции Тхайнгуен (80 солдат). В дальнейшем ими были разгромлены или разоружены другие посты и гарнизоны японских и колониальных войск.
Капитуляция Японии и окончание Второй мировой войны вновь изменили соотношение сил в Индокитае.
13 августа 1945 года Вьетминь объявил о начале восстания.
19 августа 1945 года силы Вьетминя заняли Ханой и в дальнейшем установили власть над большей частью территории Вьетнама, не встречая сколько-нибудь значительного сопротивления. Тем не менее, поскольку Франция стремилась восстановить свой контроль над Индокитаем, столкновение стало неизбежным.
13 сентября 1945 года в Сайгоне началась высадка английской 20-й дивизии, командир которой принял капитуляцию японских войск в Индокитае, освободил ранее интернированных японцами чиновников французской колониальной администрации и военнослужащих французских колониальных войск, передал вооружение для 1,5 тысяч французских военнослужащих. При этом Дуглас Грейси объявил, что он не признаёт деятельность органов Вьетминя.
Кроме того, по распоряжению Грейси английские солдаты взяли под охрану ряд ключевых объектов в Сайгоне, заменив ранее находившиеся здесь отряды Вьетминя. Несколько дней спустя англичане передали контроль над этими объектами французам. С разрешения английского военного командования, некоторое количество японских солдат были вооружены и использовались в качестве охранников.
22 сентября 1945 года французские вооружённые подразделения при содействии со стороны военнослужащих 20-й английской дивизии атаковали вьетнамские силы в Сайгоне и захватили административные здания.
В дальнейшем на территорию Вьетнама к северу от 16-й параллели выдвинулся 200-тысячный экспедиционный корпус Гоминьдана.

#### 1946

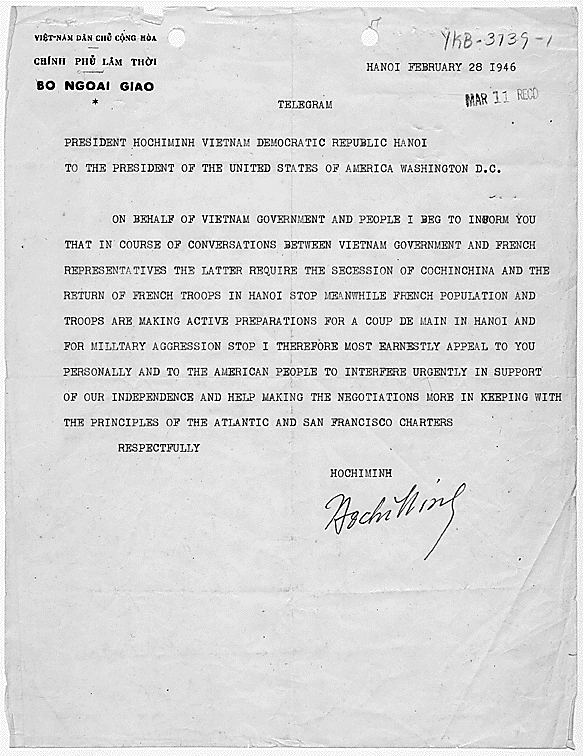
письмо Хо Ши Мина президенту США Трумэну (оставлено без ответа)

28 февраля 1946 года подразделения гоминьдана начали эвакуацию из Индокитая
6 марта 1946 года Франция признала независимость Демократической республики Вьетнам в составе Индокитайской федерации и Французского союза.
В конце марта 1946 года британские войска покинули Индокитай (за исключением одной роты, оставленной для охраны союзной миссии в Сайгоне), но последние шесть британских солдат во Вьетнаме погибли в июне 1946 года, когда подразделение британской армии попало в засаду партизан.
20 ноября 1946 года в порту Хайфон с французского военного корабля была обстреляна вьетнамская лодка. 21 ноября французское командование направило руководству Вьетминя ультиматум с требованием очистить от своего присутствия Хайфон. После невыполнения этих условий, 23 ноября 1946 года французские военные корабли начали массированный обстрел города, в результате которого погибли по меньшей мере шесть тысяч жителей Хайфона. Есть и иные оценки: 2000 человек или, по данным председателя муниципального комитета Хайфона Ву Нгок Уя (1981) — от 500 до 1000 человек.

### Ход войны

#### 1946—1947
В декабре 1946 года руководство Вьетминя приняло решение о переходе к стратегии продолжительной народной войны, направленной на истощение сил противника.
19 декабря 1946 года французское командование потребовало разоружения сил Вьетминя в Хайфоне. Используя большой перевес в вооружении, французские войска выбили вьетнамских коммунистов из крупных населённых пунктов Вьетнама.
19 декабря 1946 года вьетнамские силы атаковали французов в Ханое, бои в городе продолжались до февраля 1947 года.
В январе-феврале 1947 года вьетнамские силы в течение нескольких недель блокировали Хюэ, предприняли несколько атак, но были вынуждены с потерями отступить.
К концу марта 1947 года французы контролировали основные города, дороги, связывавшие их между собой и прибрежную территорию. Основным опорным пунктом коммунистов вновь стал Вьетбак.
7 октября 1947 года французские силы начали наступление с целью разгромить этот партизанский район, однако их действия оказались безуспешными и привели, главным образом, к потерям военной техники и снижению боевого духа солдат. В то же время Вьетминь накапливал военные силы и совершенствовал их организацию, переходя от системы партизанских отрядов к структуре, характерной для обычной регулярной армии.

#### 1948—1949
В марте 1949 года было провозглашено создание Государства Вьетнам.
Осенью 1949 года силы Вьетминя впервые перешли в наступление, они разгромили гарнизоны в городах Донгкхе и Тхаткхе.
К концу 1949 года силы Вьетминя насчитывали около 40 тыс. бойцов (в том числе две пехотные дивизии и несколько отдельных полков регулярных сил, организованных по армейскому образцу). В том же году произошла победа коммунистических сил в Китае, с которыми вьетнамцы сотрудничали уже несколько лет. Мао Цзэдун, получив в своё распоряжение ресурсы огромного Китая, сразу увеличил помощь Вьетминю и продолжал её оказывать в течение многих последующих лет.

#### 1950—1951

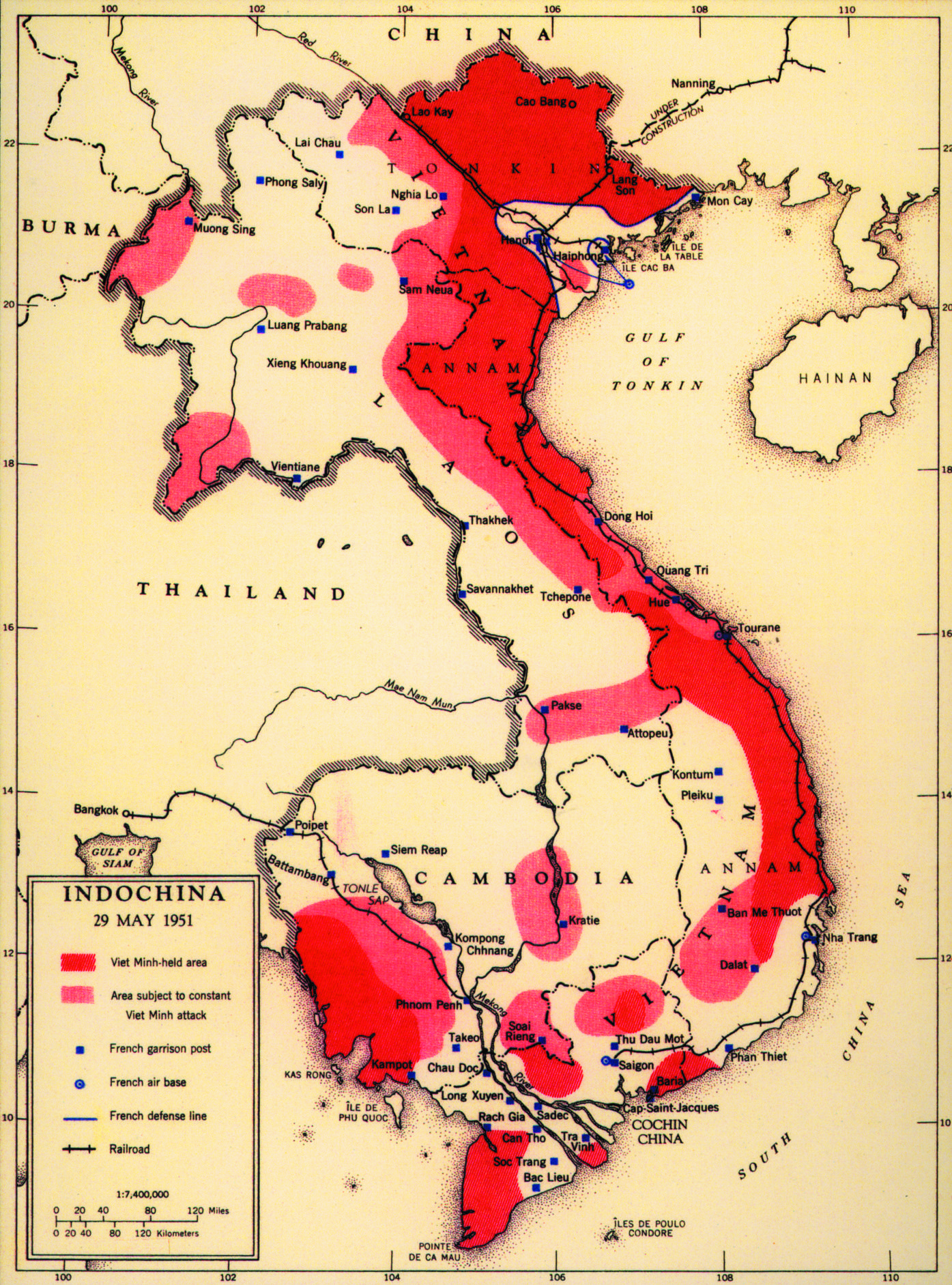
Тактическое положение в Индокитае на 29 мая 1951 года.
Вьетминь

Новая военная организация вьетнамской армии достаточно скоро начала давать результаты, поскольку французские силы, размещенные в отдельных укрепленных пунктах, могли отбивать атаки небольших партизанских отрядов, но были неспособны противостоять наступлению вьетнамских полков и дивизий с тяжёлым вооружением. В сентябре 1950 года Вьетминь уничтожил несколько французских гарнизонов в районе китайской границы. Французские войска при этом потеряли около шести тысяч человек.
В бою под Каобангом 9 октября 1950 года французские силы потерпели ещё одно сокрушительное поражение. Французы потеряли 7 тысяч человек убитыми и ранеными, 500 военных машин, 125 миномётов, 13 гаубиц, 3 броневзвода и 9000 единиц стрелкового оружия. 21 октября 1950 года французские войска были вынуждены оставить большую часть Северного Вьетнама и перейти к обороне. В декабре 1950 года французские войска начинают строительство укреплений в дельте реки Ка.
22 декабря 1950 года Франция признала суверенитет Вьетнама в рамках Французского союза.
В 1950 г. во Вьетнам, на помощь французам, прибыли первые 35 американских военных советников. К 1952 г. их количество выросло до двухсот.
С января по июнь 1951 года силы Вьетминя под командованием генерала Во Нгуен Зяпа предприняли Всеобщее контрнаступление, закончившееся провалом. В трёх крупных сражениях вьетнамские силы были разгромлены колониальными войсками, с потерей 20 тысяч человек.
В марте 1951 года был создан Объединённый фронт народов Индокитая.

#### 1952 год
Весной 1952 года колониальные войска перешли к обороне и укрепились в наиболее экономически важных пунктах северного Вьетнама. Южный Вьетнам в это время оставался относительно спокойным для французов местом. Вьетнамцы, будучи по итогам 1951 года уверены в своём военном преимуществе, предприняли ряд наступлений на позиции французов. Но эти атаки оказались безуспешными и привели к большим потерям вьетнамских войск в результате применения французами тяжёлого вооружения (напалм, тяжёлая артиллерия, речные и морские боевые корабли).
В конце 1952 года французы предприняли наступательную операцию и захватили городок Хоабинь, расположенный в сорока километрах от линии оборонительных рубежей. Но в начале 1953 года в связи с проблемами снабжения войск (вьетнамцы блокировали дорогу и речной путь, сбивали транспортные самолёты противника) гарнизон пришлось эвакуировать с большими потерями. Осенью 1952 года Вьетминь предпринял наступление на редкие укрепления французов вдоль западной границы Вьетнама. Французское командование пыталось отвлечь внимание вьетнамцев от этих укреплений наступлением на базы снабжения во Вьетбаке, но это не привело к успеху: французы не имели достаточно сил для проведения эффективной наступательной операции, в результате им пришлось отступить, не добившись поставленных задач.

#### 1953—1954

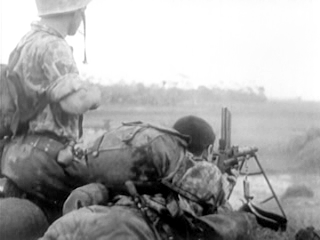
Французские десантники в бою. 1952 год

В результате проведения в начале 1953 года крупнейшей за всю войну военно-морской операции, французские силы захватили крупную базу вьетнамцев на берегу бухты Куинён.
Весной 1953 года войска вьетнамских коммунистов вторглись в соседний Лаос, уничтожая французские колониальные и лаосские гарнизоны. Эта операция вскрыла слабое место французских колониальных сил. С одной стороны, французы пытались защитить Лаос, с другой — военные базы в районе Ханоя не могли оказать существенной помощи своим частям, оборонявшимся в отдаленном районе. Чтобы вернуть утраченную инициативу и защитить Лаос от вьетнамских коммунистов, в конце 1953 года французские войска высадили в населённый пункт Дьенбьенфу свыше 10 тысяч солдат, впоследствии их количество было увеличено до 15 тысяч. Целью создания этого французского гарнизона в глубине вражеской территории было препятствование работе системы снабжения войск Вьетминя в северном Лаосе. Параллельно намечалась операция по борьбе с партизанами в центральном Вьетнаме. Однако получилось так, что вьетнамское командование, используя стратагему «заманить на крышу и убрать лестницу», заманило французов в заранее подготовленную ловушку.
В конце 1953 года численность французских сил в Индокитае составляла 190 тыс. военнослужащих французской армии и Иностранного легиона, а также 150 тыс. военнослужащих баодаевской армии. Общая численность сил коммунистов оценивалась в 425 тыс. солдат и партизан, однако на стороне Франции было превосходство в тяжёлом вооружении, технике и авиации.
4 декабря 1953 года правительство ДРВ приняло закон об аграрной реформе, в соответствии с которым упразднялось право собственности на землю, установленные колониальными властями, а земли, принадлежавшие французам и их сторонникам, подлежали конфискации и перераспределению. Только в период до окончания войны в 11 провинциях южного и центрального Вьетнама 311 тыс. безземельных вьетнамских крестьян получили 227 тыс. гектаров земли. Проведение земельной реформы увеличило поддержку правительства ДРВ среди крестьян.
20 января 1954 года французские войска начали наступательную операцию «Атланте», задействовав в основном силы вьетнамских профранцузских формирований. Эти войска, не имея достаточной подготовки и мотивации, воевали плохо, несли большие потери в боях и вследствие дезертирства, и до середины марта, несмотря на переброску подкреплений, никаких положительных сдвигов в Аннаме не было достигнуто.
6-7 марта 1954 года вьетнамские диверсанты уничтожили 78 французских самолётов на аэродромах За-Лам и Кат-Би в Тонкинской долине. Из строя была выведена половина транспортной авиации, имевшейся у военного командования Франции в Индокитае, в результате вместо 200 тонн грузов в день окружённая группировка в Дьенбьенфу начала получать не более 120 тонн грузов в день.
В декабре 1953 — январе 1954 года Вьетминь сконцентрировал около Дьенбьенфу четыре дивизии, тогда как французы ожидали, что их будет максимум две. При этом продолжались военные действия малой интенсивности в центральном Вьетнаме и в Лаосе; инициатива на этих театрах военных действий принадлежала вьетнамским коммунистам, целью операций являлось отвлечение французских сил от гарнизона Дьенбьенфу. Для снабжения своих сил партизаны прорубили новую 100-километровую трассу через джунгли и соорудили в 55 км от точки приложения сил перевалочную базу. Было мобилизовано 100 тыс. кули, перенёсших за время кампании одного только риса 20 тыс. тонн, не считая других грузов. При этом французское снабжение по воздуху Дьенбьенфу было недостаточным для гарнизона. Преимущество вьетнамских партизан в численности и снабжении около Дьенбьенфу позволило им выиграть решающую битву против французских войск.
Сражение за Дьенбьенфу продолжалось 54 дня, с 13 марта по 7 мая 1954 года, в результате французский гарнизон был вынужден капитулировать (в день капитуляции сдались 10 863 военнослужащих)

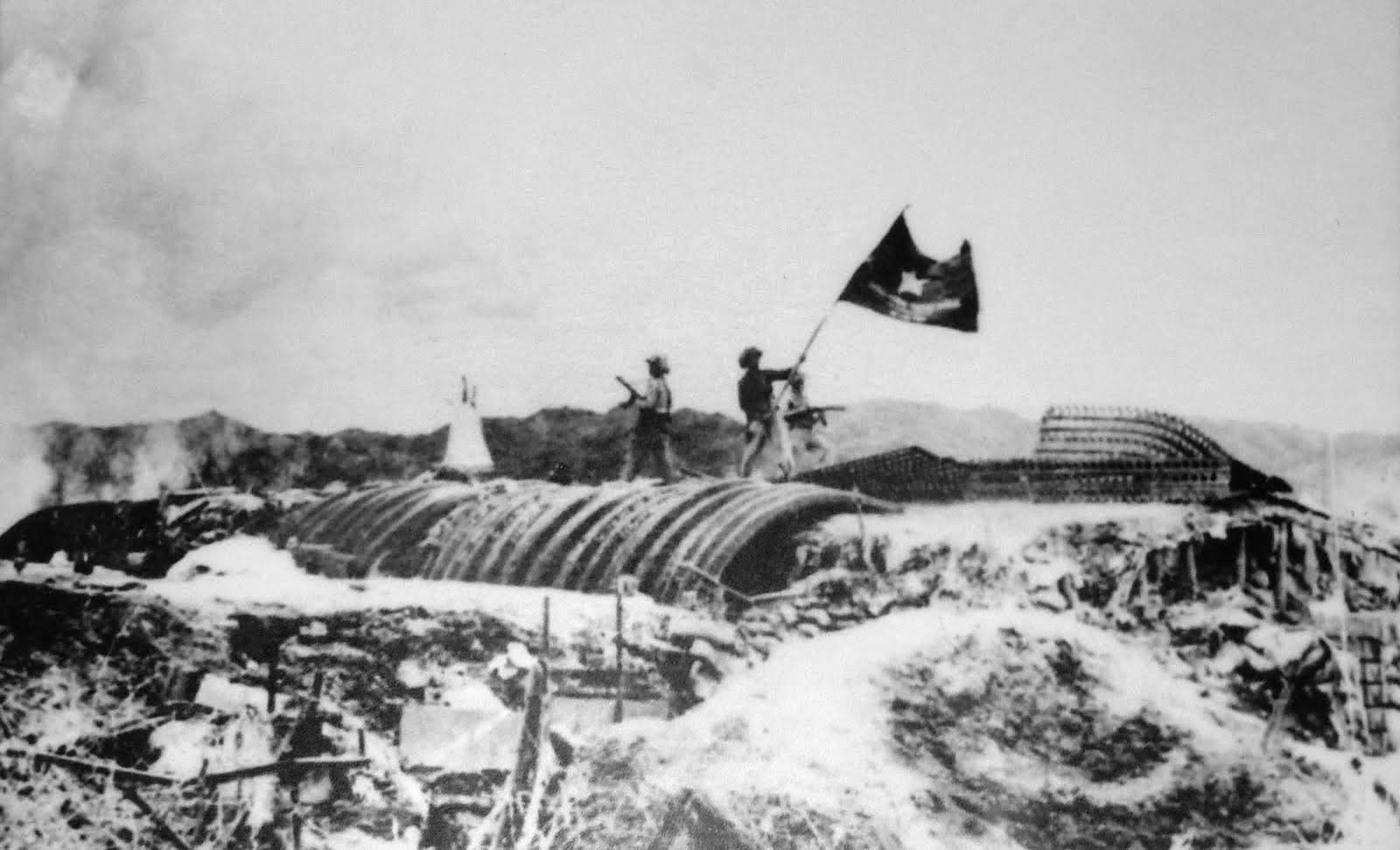
Вьетнамские солдаты поднимают флаг на французских позициях, 7 мая 1954

### Результаты
По результатам переговоров, прошедших после поражения французов под Дьенбьенфу, французские войска покинули Индокитай, а Вьетнам временно разделялся на две части по 17-й параллели (где создавалась демилитаризованная зона), с перегруппировкой Вьетнамской народной армии на север и сил Французского Союза на юг. Затем, в июле 1956 года, предполагалось проведение свободных выборов в обеих частях страны с целью определения будущего политического режима и воссоединения страны.
Военные расходы Франции на ведение войны в Индокитае (включая военную помощь США) составили свыше 3270 млрд. франков.

## Характеристики войны

### Иностранная военная поддержка Франции

#### Великобритания
Великобритания начала поставки вооружения, снаряжения и военного имущества для французских войск в Индокитае уже осенью 1945 года, общая стоимость поставленного вооружения составила 17,5 млн фунтов стерлингов. В общей сложности, англичане передали французским силам в Индокитае 12 тыс. единиц стрелкового оружия.

#### США
Правительство Франции получило от США значительные объёмы военной, материальной и финансовой помощи для ведения войны в Индокитае. В конце 1949 года между Францией и США было подписано соглашение о военной помощи («Mutual Defense Assistance Act»).
Уже в начале мая 1950 года по программе военной помощи США направили грузовики, самолёты и средства связи для французских войск в Индокитае, в это же время было достигнуто соглашение о поставке из США в Индокитай лёгких танков.
В июне 1950 года в Сайгон прибыла американская военная миссия MAAG (Military Aid Advisory Group), численность которой первоначально составляла 80 граждан США, но вскоре была увеличена. 29 июня 1950 года из США были отправлены первые 8 военно-транспортных самолётов с грузом оружия для французской армии в Индокитае.
29 января 1952 года было объявлено о том, что в Индокитай из США прибыло 100-е судно с грузом военного назначения для французских войск, и общий объём грузов, доставленных в Индокитай из США по программе военной помощи в период с августа 1950 года, превысил 100 тыс. тонн.
28 мая 1952 года было объявлено о том, что в Индокитай из США прибыло 150-е судно с грузом военного назначения для французских войск.
13 июля 1952 года французские власти объявили о том, что полученная из США военная помощь теперь составляет 40 % от объёма всех поставок для французских войск в Индокитае.
В 1953 году американская помощь Франции возросла до 385 млн долларов (что составляло 60 % военных расходов Франции в Индокитае). Поставки американского вооружения французскому экспедиционному корпусу в 1953 году достигли 25 тысяч тонн в месяц. В 1954 году военная помощь США составляла 80 % военных расходов Франции в Индокитае.
- в частности, в сентябре 1953 года США передали Франции авианосец CVL-24 «Belleau Wood», который принимал участие в боевых действиях в Индокитае.

Только по данным из открытой американской печати, в период с 1950 года до 28 марта 1954 года США передали Франции 360 военных самолётов, 390 военных кораблей, 1400 танков, бронемашин и иной бронетехники, 175 тыс. единиц стрелкового оружия, а в январе 1954 года — направили в Индокитай 250 специалистов ВВС США для обслуживания самолётов американского производства, а 11 марта 1954 года из Гонконга в Сайгон прибыли 24 пилота для управления самолётами C-119.
В дальнейшем, получение военной помощи продолжалось: 23 марта 1954 года начальник французского генерального штаба генерал Эли заключил в Вашингтоне договор на поставку из США во французский Индокитай 25 бомбардировщиков B-26, 8 апреля 1954 года в Индокитай прибыли первые из 25 бомбардировщиков B-26, переданные США для французских войск в Индокитае, а также транспортные самолёты DC-3 «дакота», переброшенные с базы на Филиппинах.
18 апреля 1954 года американский авианосец «USS Saipan» доставил в порт Дананга 25 самолётов AU-1 «Corsair» для авиации ВМС Франции.
20 апреля 1954 года министр обороны США Вильсон сообщил, что по просьбе правительства Франции транспортные самолёты ВВС США начали переброску дополнительных подразделений французской армии из Франции в Индокитай.
Американские пилоты, нанятые компанией «Civil Air Transport» (фактическим владельцем которой являлось ЦРУ США) осуществляли снабжение окружённого в Дьенбьенфу французского гарнизона. В ходе этой операции, получившей название «Operation SQUAW II», в период с 13 марта до 6 мая 1954 года самолёты с американскими экипажами совершили 682 самолёто-вылетов в район Дьенбьенфу. В ходе операции были убиты два американских пилота.
2 октября 1954 года было объявлено, что объём помощи, которую США предоставили Франции на ведение войны в Индокитае, составил 700 млн долларов США.

## Отражение в культуре и искусстве
События и участники войны в Индокитае отражены в культуре и искусстве Вьетнама и других стран мира.

### В кино
Тема Первой Индокитайской войны затрагивается в фильмах разных стран:
- «Мы хотим жить»
- «Прыжок в ад[англ.]» (1955)
- «Тихий американец» (1958)
- «Супруги А-Фу»
- «Белоглазая птичка»
- «Пропавший отряд»
- «Чарли Браво»
- «Попугай, говорящий на идиш»
- «Дьенбьенфу»
- «Тихий американец» (2002)
- «317-й взвод» (1965)
- «Апокалипсис сегодня» (косвенно упоминается в режиссёрской версии фильма)

и др.

### В компьютерных играх
- «7 5 54» — вьетнамская компьютерная игра о событиях Первой Индокитайской войны.